# 弥富村 (山口県)
弥富村（やどみそん）は、山口県阿武郡にあった村。現在の萩市北東部の山間部にあたる。

## 地理
- 山岳：犬鳴山、竹城山、鎌ヶ山、向山、権現山

## 歴史
- 1889年（明治22年）4月1日 - 町村制の施行により、弥富上村・弥富下村・鈴野川村の区域をもって発足。
- 1955年（昭和30年）4月1日 - 須佐町と合併し、改めて須佐町が発足。同日弥富村廃止。